# Eesti Liinirongid
Eesti Liinirongid (Elron) – estoński przewoźnik kolejowy. Spółka państwowa obsługująca ruch na zelektryfikowanych liniach kolei podmiejskiej w aglomeracji Tallinna.
W 1998 przedsiębiorstwo zostało wyodrębnione z Eesti Raudtee. Jest jedynym na terenie Estonii przewoźnikiem pasażerskim, który obsługuje ruch kolejowy na liniach zelektryfikowanych należących do EVR Infra. Do przewozów osobowych wykorzystywano elektryczne zespoły trakcyjne ER2 i ET2 produkcji radzieckiej; obecnie przewoźnik dysponuje 20 elektrycznymi i 18 spalinowymi zespołami trakcyjnymi Stadler FLIRT.

## Obsługiwane połączenia kolejowe trakcji elektrycznej
- Tallinn – Aegviidu – Tallinn
- Tallinn – Riisipere – Turba – Tallinn
- Tallinn – Paldiski – Tallinn
- Tallinn – Kloogaranna – Tallinn
- Tallinn – Keila – Tallinn
- Tallinn – Pääsküla – Tallinn

## Obsługiwane połączenia kolejowe trakcji spalinowej
- Tallinn – Viljandi – Tallinn
- Tallinn – Lelle – Pärnu – Tallinn
- Tallinn – Türi – Tallinn
- Tallinn – Rapla – Tallinn
- Tallinn – Tapa – Narva – Tallinn
- Tallinn – Tapa – Rakvere – Tallinn
- Tallinn – Tapa – Tartu – Tallinn
- Tartu – Jõgeva – Tartu
- Tartu – Valga – Tartu
- Tartu – Koidula (– Piusa) – Tartu